# 元町 (境港市)
元町（もとまち）は、鳥取県境港市の町名。郵便番号は684-0032（境港郵便局管区）。 

## 地理
市の東北部。市街地の南縁に位置する。

## 歴史
1972年（昭和47年）から現在の境港市の町名で、もとは境港市上道町の一部である。下ノ川土地区画整理事業完了により住宅地が造成されて成立する。旧地内（上道町北端部）に境小学校、境町役場、旧制境中学校など境町の主要施設があり、境町文化の源になっていたことから命名したと伝えられる。1977年（昭和52年）、やよいデパートが開店する。

## 経済

### 産業
企業・店舗
- 中田石材工作所（墓石の販売、一般住宅・店舗の内装、メンテナンスなど）[7]
- ファミリーマート境港元町店
- 山芳海産元町本店
- 理容クリニックサロンホッタ
- ボヌール洋菓子店
- 明光義塾境教室
- 米子信用金庫境港支店

かつて存在した企業・店舗
- 和光（営業内容・食料品小売）[8]
- 寿屋（営業内容・パン洋菓子小売）[9]
- 岡田企業（営業内容・精肉小売）[10]
- 明治牛乳池淵販売店（営業内容・牛乳、乳製品小売）[11]
- カメラ＆スタジオ八田（営業内容・写真機材小売、撮影）[12]
- よしのメガネ（営業内容・眼鏡小売）[12]
- くまの陶苑（営業内容・陶器小売）[12]
- 寺本鉄工所（営業内容・製缶、機械修理）[13]
- サンセー（営業内容・電気器具、レコード小売）[14]
- 安部石油店（営業内容・石油製品小売）[15]
- 松本油店境港営業所（営業内容・石油製品、住宅器材、LPガス小売）[16]
- 松本組境港営業所（営業内容・総合建設）[17]
- 三協建設（営業内容・左官工事）[18]
- 長谷川商会境営業所（営業内容・電気工事）[18]
- 富永石材店（営業内容・石材加工）[19]
- 秋田水産境港出張所（営業内容・カニかご漁業）[20]
- 若島漁業（営業内容・イカ釣漁業）[21]
- 田中商店（営業内容・鮮魚仲買）[22]
- 武田商店（営業内容・鮮魚仲買）[23]
- 丸豊鮮魚（営業内容・鮮魚小売）[23]
- 小板海産物（営業内容・昆布加工販売）[24]
- 日本生命保険境港支部（営業内容・生命保険）[25]
- 藤村商会（営業内容・不動産売買、仲介）[26]
- グリル大和（営業内容・食堂、寿し）[27]
- 松原商店（営業内容・食堂、喫茶）[28]
- 元町駐車場（営業内容・駐車場）[29]
- 境港ショッピングスクエアパティオ

かつて存在した事務所
- 加納建築設計事務所（営業内容・建築設計、監理）[30]
- 広島経理事務所（営業内容・税理士、所長は広島了輔）[30]
- 税理士山根一郎事務所（営業内容・税理士）[30]

## 世帯数と人口
2022年（令和4年）7月31日現在の世帯数と人口は以下の通りである。
| 町丁 | 世帯数  | 人口  |
| ---- | ------- | ----- |
| 元町 | 195世帯 | 424人 |

### 世帯数と人口の変遷
昭和55年（1980年）の世帯数187・人口682。

## 小・中学校の学区
市立小・中学校に通う場合、学区は以下の通りとなる。
| 番地 | 小学校           | 中学校             |
| ---- | ---------------- | ------------------ |
| 全域 | 境港市立境小学校 | 境港市立第一中学校 |

## 交通

### 鉄道
町内に鉄道駅はない。

### 道路
- 鳥取県道・島根県道2号境美保関線
- 鳥取県道47号米子境港線
- 鳥取県道163号境港線

## 出身人物・ゆかりのある人物

### 政治家
- 広島了輔[32] - 元鳥取県議会議員、境港市議会議員。元広島税理士事務所長、米子税理士会長[32]。住所が元町[32]。

## 資料
- 第十三回境港市表彰者名簿（昭和四十八年十一月三日）

勤続表彰 氏名・土田秀善、職・体育指導委員、事由・九年、住所・元町
- 第十四回境港市表彰者名簿（昭和四十八年十一月三日）

勤続表彰 氏名・渡辺静子、職・市職員、事由・三〇年、住所・元町
- 第十六回境港市表彰者名簿（昭和五十年十月十五日）

勤続表彰 氏名・土田秀善、職・体育指導委員、事由・一二年、住所・元町
氏名・下西侃、職・体育指導委員、事由・八年、住所・元町
- 第十七回境港市表彰者名簿（昭和五十一年十一月三日）

勤続表彰 氏名・村田武郎、職・市職員、事由・二〇年、住所・元町
- 第十八回境港市表彰者名簿（昭和五十二年十一月三日）

勤続表彰 氏名・渡辺呤二郎、職・市職員、事由・三〇年、住所・元町
　　　　　　　　氏名・片桐和枝、職・市職員、事由・三〇年、住所・元町
- 第十九回境港市表彰者名簿（昭和五十三年十一月三日）

善行表彰 氏名・荒木萬吉、事由・献血推進に貢献、住所・元町
　　　　　氏名・荒木萬吉、事由・社会福祉事業に貢献、住所・元町
- 第二十回境港市表彰者名簿（昭和五十四年十一月三日）

善行表彰 氏名・荒木万吉、事由・自治会の育成充実に寄与、住所・元町
- 第二十二回境港市表彰者名簿（昭和五十六年十一月三日）

勤続表彰 氏名・荒木万吉、職・交通安全指導員、事由・一二年、住所・元町
　　　　　　　　氏名・土田秀善、職・スポーツ振興審議会委員、事由・八年、住所・元町
- 第二十三回境港市表彰者名簿（昭和五十七年十一月三日）

善行表彰 氏名・堀尾英治、事由・初期消火、住所・元町
　　　　　　　　氏名・廣島了輔、事由・図書館に寄付、住所・元町
- 第二十四回境港市表彰者名簿（昭和五十八年十一月三日）

善行表彰 氏名・小板寛、事由・初期消火、住所・元町
　　　　　　　　氏名・村上至、事由・保健医療行政に寄与、住所・元町
勤続表彰 氏名・土田秀善、職・公民館長、事由・八年、住所・元町
　　　　　　　　 氏名・土田秀善、職・体育指導委員、事由・二〇年、住所・元町